# Francis Folorunsho Clement Alonge
Francis Folorunsho Clement Alonge (ur. 1 marca 1935 w Ado Ekiti) – nigeryjski duchowny rzymskokatolicki, w latach 1976-2010 biskup Ondo.

## Życiorys
Święcenia kapłańskie przyjął 29 czerwca 1963. 17 grudnia 1973 został prekonizowany biskupem pomocniczym Ondo ze stolicą tytularną Thignica. Sakrę biskupią otrzymał 21 kwietnia 1974. 31 maja 1976 objął urząd biskupa diecezjalnego. 26 listopada 2010 przeszedł na emeryturę.